# کاموتا لاتاسی
کاموتا لاتاسی (انگلیسی: Kamuta Latasi؛ زادهٔ ۴ سپتامبر ۱۹۳۶) سیاست‌مدار اهل تووالو است.